# Quint Meli
Quint Meli (en llatí Quintus Maelius) va ser un polític romà del segle iv aC. Formava part de la gens Mèlia, d'origen plebeu.
Va ser tribú de la plebs l'any 320 aC i va defensar, juntament amb el seu col·lega Tiberi Numici, que s'havia de respectar estrictament la pau signada pels cònsols amb els samnites després de les Forques Caudines (321 aC). Els dos tribuns havien estat presents a la batalla i van formar part del grup d'oficials que es van entregar als samnites quan els romans van decidir no respectar l'acord.